# Donald Cameron Watt
Donald Cameron Watt (17 mai 1928-30 octobre 2014) est un historien britannique.

## Jeunesse
Donald Cameron Watt est choriste dans la chorale du King's College de Cambridge, puis fait ses études à la Rugby School,. Il étudie la philosophie, la politique et l'économie à l'Oriel College d'Oxford et obtient un baccalauréat de l'Université d'Oxford en 1951.

## Carrière
Watt est professeur d'histoire internationale à la London School of Economics où il est chef du département et titulaire de la chaire Stevenson d'histoire internationale de 1981 à 1993.
Watt dirige Survey of International Affairs à Chatham House de 1962 à 1971. Il est l'auteur ou co-auteur de 25 livres. Il remporte le prix d'histoire Wolfson en 1990.
En 1965, il a collaboré avec David Irving à la rédaction de son étude sur la politique britannique au cours des douze mois précédant le déclenchement de la Seconde Guerre mondiale. En suite Watt a témoigné lors du procès Irving contre Penguin Books, Deborah Lipstadt pour confirmer sa profonde connaissance historique de cette période. Le jour de la condamnation, il a publié un article dans l'Evening Standard dans lequel il a écrit: "Penguin était certainement assoiffé de sang" ... "Montrez-moi un historien qui n'a pas eu des sueurs froides à l'idée de subir un tel traitement".

## Vie personnelle
Watt se marie deux fois. Il épouse Marianne Grau en 1951 et ils ont un fils. Après sa mort en 1962, il épouse Felicia Stanley. Elle est décédée avant lui en 1997.
Watt est décédé le 30 octobre 2014 à 86 ans.

## Publications
- Donald Cameron Watt, Documents on the Suez Crisis, 26 July to 6 November 1956, London, U.K., Royal Institute of International Affairs, 1957 (OCLC 818220)
- James Mayall, Cornelia Navari et Donald Cameron Watt, Documents on International Affairs, 1963, London, U.K., Oxford University Press, 1973 (OCLC 1331464)
- Donald Cameron Watt, Personalities and Policies: Studies in the Formulation of British Foreign Policy in the Twentieth Century, Notre Dame, Indiana, University of Notre Dame Press, 1965 (OCLC 404671)
- Donald Cameron Watt, Britain Looks to Germany: British Opinion and Policy Towards Germany Since 1945, London, U.K., O. Wolff, 1965 (OCLC 358292, lire en ligne )
- Neville Brown, Frank Spencer et Donald Cameron Watt, A History of the World in the Twentieth Century, New York, Scott Foresman, 1968 (OCLC 6536389)
- Donald Cameron Watt, Contemporary History in Europe: Problems and Perspectives, New York, Praeger, 1969 (OCLC 11705)
- James Mayall et Donald Cameron Watt, Current British Foreign Policy: Documents, Statements, Speeches, 1971, London, U.K., Temple Smith, 1973 (ISBN 9780851170411, OCLC 55644303)
- Donald Cameron Watt, Too Serious a Business: European Armed Forces and the Approach to the Second World War, Berkeley, California, University of California Press, 1975 (ISBN 9780520028296, OCLC 1370478)
- Donald Cameron Watt, Succeeding John Bull: America in Britain's Place, 1900-1975: A Study of the Anglo-American Relationship and World Politics in the Context of British and American Foreign Policy-Making in the Twentieth Century, Cambridge, U.K., Cambridge University Press, 1984 (ISBN 9780521250221, OCLC 9686557, lire en ligne)
- Donald Cameron Watts, How War Came: The Immediate Origins of the Second World War, 1938-1939, New York, Pantheon Books, 1989 (ISBN 9780394579160, OCLC 19921655, lire en ligne)